# Maxime Le Marchand
Maxime Le Marchand (Saint-Malo, 11 de outubro de 1989) é um futebolista profissional francês que atua como defensor.

## Carreira
Maxime Le Marchand começou a carreira no Rennes.